# ATP Praga 1989
L'ATP Praga 1989 è stato un torneo di tennis giocato sulla terra rossa. È stata la 3ª edizione dell'ATP Praga che fa parte del Nabisco Grand Prix 1989. Si è giocato a Praga in Repubblica Ceca dal 7 al 13 agosto 1989.

## Campioni

### Singolare
Marcelo Filippini ha battuto in finale  Horst Skoff con il punteggio di 7–5, 7–6

### Doppio
Jordi Arrese /  Horst Skoff hanno battuto in finale  Petr Korda /  Tomáš Šmíd con il punteggio di 6–4, 6–4